# Human Design
 (mai 2025).
La mise en forme du texte ne suit pas les recommandations de Wikipédia : il faut le « wikifier ».
Les points d'amélioration suivants sont les cas les plus fréquents. Le détail des points à revoir est peut-être précisé sur la page de discussion.
- Les titres sont pré-formatés par le logiciel. Ils ne sont ni en capitales, ni en gras.
- Le texte ne doit pas être écrit en capitales (les noms de famille non plus), ni en gras, ni en italique, ni en « petit »…
- Le gras n'est utilisé que pour surligner le titre de l'article dans l'introduction, une seule fois.
- L'italique est rarement utilisé : mots en langue étrangère, titres d'œuvres, noms de bateaux, etc.
- Les citations ne sont pas en italique mais en corps de texte normal. Elles sont entourées par des guillemets français : « et ».
- Les listes à puces sont à éviter, des paragraphes rédigés étant largement préférés. Les tableaux sont à réserver à la présentation de données structurées (résultats, etc.).
- Les appels de note de bas de page (petits chiffres en exposant, introduits par l'outil «  Source ») sont à placer entre la fin de phrase et le point final[comme ça].
- Les liens internes (vers d'autres articles de Wikipédia) sont à choisir avec parcimonie. Créez des liens vers des articles approfondissant le sujet. Les termes génériques sans rapport avec le sujet sont à éviter, ainsi que les répétitions de liens vers un même terme.
- Les liens externes sont à placer uniquement dans une section « Liens externes », à la fin de l'article. Ces liens sont à choisir avec parcimonie suivant les règles définies. Si un lien sert de source à l'article, son insertion dans le texte est à faire par les notes de bas de page.
- La présentation des références doit suivre les conventions bibliographiques. Il est recommandé d'utiliser les modèles {{Ouvrage}}, {{Chapitre}}, {{Article}}, {{Lien web}} et/ou {{Bibliographie}}. Le mode d'édition visuel peut mettre en forme automatiquement les références.
- Insérer une infobox (cadre d'informations à droite) n'est pas obligatoire pour parachever la mise en page.

Pour une aide détaillée, merci de consulter Aide:Wikification.
Si vous pensez que ces points ont été résolus, vous pouvez retirer ce bandeau et améliorer la mise en forme d'un autre article.
 (juillet 2023).
 (mai 2025).
Améliorez-le ou discutez des points à vérifier. 

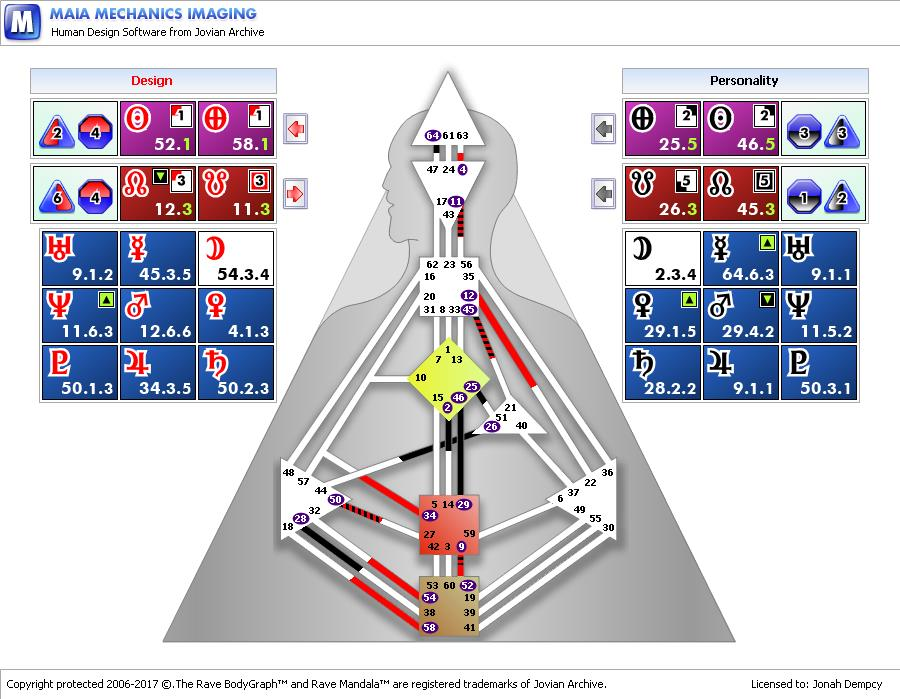
Exemple d'un schéma personnel en Human Design

Le Design humain (ou « Human Design » en anglais) est une pratique ésotérique qui prétend aider à comprendre la personnalité d'un individu à partir de sa date de naissance. Ses partisans le décrivent comme un système holistique de connaissance de soi. Il peut également être comparé au test de personnalité Myers-Briggs (les archétypes introvertis/extravertis). Son efficacité n'a pas été démontrée par des recherches évaluées par des pairs et est à classer dans la catégorie des pratiques New Age,.
Le Human Design combine astrologie, I Ching, la Kabbale et la philosophie védique,,,, proposant une division des personnalités en cinq types d'énergie censés indiquer comment quelqu'un peut échanger de l'énergie avec le monde : manifesteurs, générateurs, générateurs-manifesteurs, projecteurs et réflecteurs. Le deuxième aspect important du Human Design est l'« autorité », c'est-à-dire la façon dont une personne réalise ses prises de décision. Par ailleurs, le schéma personnel obtenu par cette méthode explique la personnalité, l'intuition personnelle, ou encore la façon de s'alimenter. Les schémas sont censés aider les personnes à comprendre leur mode de fonctionnement et à le respecter plutôt que de tenter de ressembler à la façon dont elles sont conditionnées à être. 
Le Human Design a été créé par Alan Robert Krakower qui a publié un livre intitulé The Human Design System sous le pseudonyme Ra Uru Hu en 1992,. Krakower a développé le système Human Design à la suite d'une expérience mystique en 1987,,,,,. Le Human Design prétend être une méthode de connaissance de soi qui n'a pas de dogme religieux ou d'affiliation spécifique. Malgré cela, il a été décrit par le théologien JR Hustwit comme un « projet transreligieux » qui est « à couper le souffle » et synthétise sept traditions ou plus. Il a également été décrit comme un instrument de conseil psychologique ou encore « la nouvelle astrologie »,.
Dans l'analyse Human Design, les planètes sont affichées dans un type d'horoscope appelé bodygraph. Le bodygraph montre les 64 hexagrammes du I Ching à divers endroits sur le corps. Il est parfois représenté dans un mandala, superposé aux 12 signes du zodiaque[réf. nécessaire]. En outre, il prétend faciliter « l'accès profond à l'intelligence corporelle, générationnelle et inter-dimensionnelle ».